# Symfonie nr. 4 (Bentzon)
Niels Viggo Bentzon voltooide zijn Symfonie nr. 4 opus 55 in 1949.

## Inleiding
Bentzon was een veelschrijver op het gebied van composities (meer dan 600 werken) en droeg 24 symfonieën toe aan dit genre binnen de klassieke muziek. Tegenover de grote hoeveelheid werken staat het kleine aantal dat ook maar enige bekendheid heeft (gekregen). Van de 24 symfonieën is slechts een handvol commercieel uitgebracht op compact disc, de rest verdween in de vergetelheid.
Bentzon’s vierde is in de stijl geschreven van de metamorfose, zoals ook Vagn Holmboe (zijn leermeester) vaak gebruikte. Bentzon voegde er zelf nog aan toe, dat hij tijdens het componeren onder de indruk was van Peter Grimes van Benjamin Britten en dan met name het daaruit onttrokken zelfstandige werk Sea Interludes. Qua referentie is de achtste symfonie van Dmitri Sjostakovitsj ook een uitgangspunt. De wisseling tussen het gebruik van het totale orkest met terugval naar kamermuziekbezetting (deel 2 begint met een harpsolo) en weer terug is vergelijkbaar. Het gebruik van dreigende pauken en de soms nadrukkelijk aanwezige xylofoon is ook een overeenkomst. De symfonie van Bentzon mist de enorme pathos van de Rus en klinkt moderner. Het werk kent drie hoofdthema’s die in elkaar verwikkeld raken, een lyrische, een barokachtige en een koraal. De thema’s duiken steeds in andere vorm weer op, het kenmerk van een symfonie.

## Delen
Het werk kent een driedelige opbouw:
1. Vivace – Moderato non troppo – Allegro
2. Tempo di largamente
3. Allgeor ma non troppo

## Orkestratie
- 2 dwarsfluiten, 2 hobo’s, 3 klarineten, 2 fagotten
- 4 hoorns, 3 trompetten, 3 trombones, 1 tuba
- pauken, 2 man/vrouw percussie waaronder grote trom en xylofoon, 1 harp, celesta
- violen, altviolen, celli, contrabassen

## Discografie
- Uitgave Dacapo : Aarhus Symfoniorkester o.l.v. Ole Schmidt in een opname uit 1981.